# Bamberg Baskets
Bamberg Baskets is een Duitse basketbalclub uit Bamberg. De club speelt in de Basketball Bundesliga, het hoogste niveau van Duitsland, en in de Euroleague. De club is negenvoudig Duits kampioen.

## Geschiedenis

### Namen
- 1955-1988: 1. FC 01 Bamberg
- 1988-1995: TTL Bamberg
- 1995-2000: TTL uniVersa Bamberg
- 2000-2003: TSK uniVersa Bamberg
- 2003-2006: GHP Bamberg
- 2006-2016: Brose Baskets
- 2016-2023: Brose Bamberg
- 2023-heden: Bamberg Baskets

## Erelijst
- Basketball Bundesliga: 2005, 2007, 2010, 2011, 2012, 2013, 2015, 2016, 2017
  - Tweede: 1993, 2003, 2004
- Duitse Beker: 1992, 2010, 2011, 2012, 2017, 2019
  - Finalist: 1990, 2006, 2015
- Duitse Supercup: 2007, 2010, 2011, 2012, 2015

## Coaches
- 1970–1972:  Robert Lewis
- 1972–1974:  Ludovit Karpil
- 1974–1975:  Rudi Lorber/ Fritz Hofmann
- 1975–1977:  Miodrag Nikolic
- 197700000:  Hilar Gese
- 1977–1978:  Fritz Hofmann
- 1978–1979:  Karel Baroch
- 1979–1981:  Peter Müller/ Werner Hartmann
- 1981–1982:  Rudi Lorber
- 1982–1983:  Ludovit Karpil
- 198300000:  Hans Herbst
- 1983–1984:  Dirk Dunbar
- 1984–1986:  Werner Hartmann
- 1986–1987:  Dan Palmer
- 1987–1988:  Ljubodrag Simonović
- 1988–1994:  Terence Schofield
- 1994–1999:  Ken Scalabroni
- 1999–2001:  Armin Andres
- 200100000:  Zoran Slavnić
- 2001–2008:  Dirk Bauermann
- 2008–2014:  Chris Fleming
- 2014–2018:  Andrea Trinchieri
- 201800000:  Luca Banchi
- 2018–2019:  Ainars Bagatskis
- 201900000:  Federico Perego
- 2019–2020:  Roel Moors
- 2020–2021:  Johan Roijakkers
- 2021–2024:  Oren Amiel
- 202400000:  Arne Woltmann
- 2024-heden:  Anton Gavel

## Bekende (oud)-spelers
| - Tibor Pleiss - David Arigbabu - Retin Obasohan - Elias Lasisi - Vladimir Veremejenko - Boniface N'Dong - Nik Dragan | - Chase Fieler - Paris Lee - Teddy Gipson - Josh Duncan - Solomon Young - Jason Sasser - Brandon Horvath |